# Donaghcloney
Donaghcloney (Domhnach Cluana in gaelico irlandese) è un villaggio dell'Irlanda del Nord, situato nella contea di Down.